# Rocourt (Liège)
Pour les articles homonymes, voir Rocourt.
Rocourt (en wallon Rôcou) est une section de la ville belge de Liège située en Région wallonne dans la province de Liège. Elle est composée de Rocourt-Chaussée, Rocourt-Barrière et Rocourt-Village.
C'était une commune à part entière avant la fusion des communes de 1977.
Rocourt était notamment réputée pour son ancienne maternité, la clinique Saint-Vincent de Paul, qui était l'une des plus grandes de Belgique. Marie Gillain, David Goffin, Déborah François et Justine Henin y sont notamment nés.
Rocourt abrite également un arsenal, créé par Napoléon Ier en 1803, afin de fabriquer 3 000 canons pour la marine de l'Empire en vue d'envahir l'Angleterre.

## Géographie

### Géologie

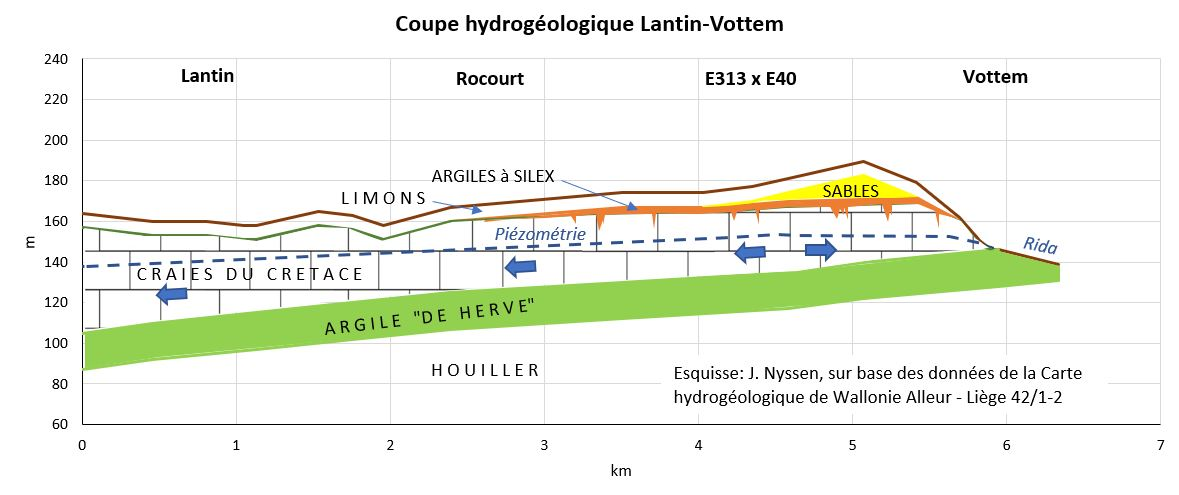
Coupe hydrogeologique Lantin Rocourt Vottem.

Rocourt se trouve en bordure du Plateau de Hesbaye. En surface, on observera:
- Limons éoliens du Pléistocène ;
- Sables tertiaires (Oligocène) ;
- Argiles à silex ;

Plus en profondeur :
- Marnes du Maastrichtien (Crétacé) - ils forment l'aquifère de Hesbaye ;
- Formation de Vaals, également nommée smectites de Herve ;
- Grès, schistes et charbons du Paléozoique (dit Houiller).

### Chemins et sentiers
Il y a sur le territoire de cette ancienne commune un total estimé de 16 kilomètres de chemins et sentiers. Parmi ceux-ci 26, d'une longueur totale de 15 km, ont été cartographiés: 4 km sont en bon état, 1 km est barré, 2 km au statut inconnu et 5 km supprimés (pour l'installation d'autoroute et industrie).
- Rue Verte-Voie ou chemin n°  1
- Chemin 13

## Démographie
- Sources : INS, Rem. : 1831 jusqu'en 1970 = recensements, 1976 = nombre d'habitants au 31 décembre.

## Histoire

### Bataille de Rocourt
La bataille de Rocourt a lieu le 11 octobre 1746. Les Français, commandés par le maréchal de Saxe, y défirent les alliés commandés par le duc Charles de Lorraine. En France, la bataille se nomme "Bataille de Rocoux" correspondant au nom du village en wallon qui a été retenu.
Voir également sur ce sujet :
- La Bataille de Rocourt -1746 (source bibliographique)

### 19è siècle
Lors de l'indépendance de la Belgique le géographe Philippe Vandermaelen inventarisa à Rocourt 89 maisons ‘’plus ou moins bien bâties’’ ; il ne mentionne ni fermes, ni église ou chapelle, ni moulin à vent, ni proto-industrie. Il y avait 420 habitants, qui s’occupent uniquement de l’agriculture. L’inventaire comprend en outre des détails de l’environnement naturel, les sols, la production agricole et le cheptel. Le réseau routier est également décrit: mis à part la chaussée, il y avait neuf chemins vicinaux peu praticables en hiver.

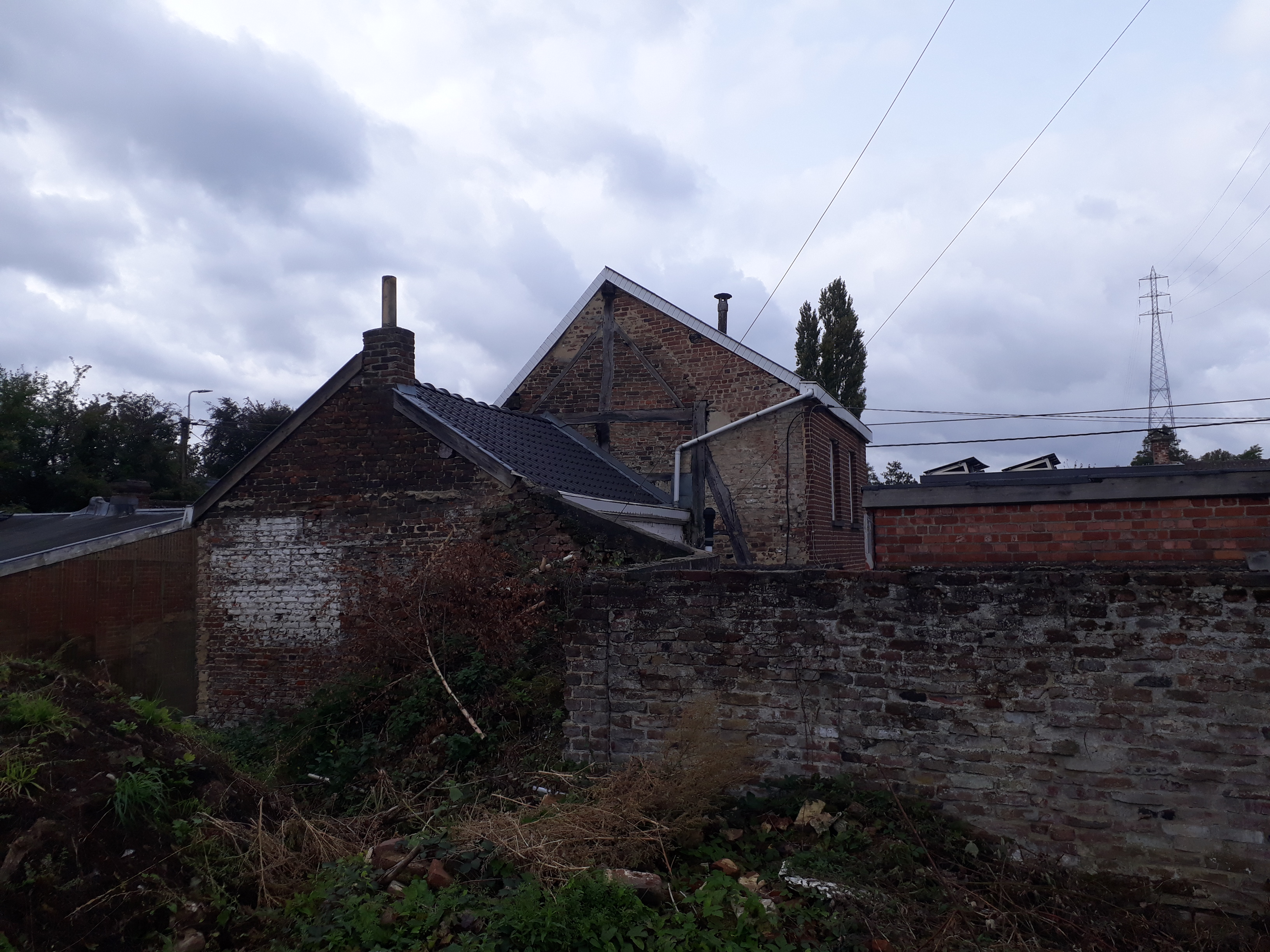
Façade latérale d'une ancienne maison à colombages à Rocourt.

## Économie

### Transports

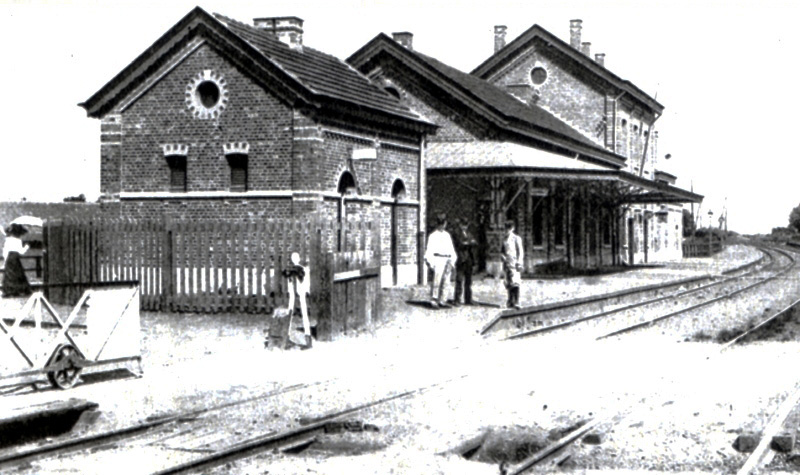
La gare de Rocourt en activité.

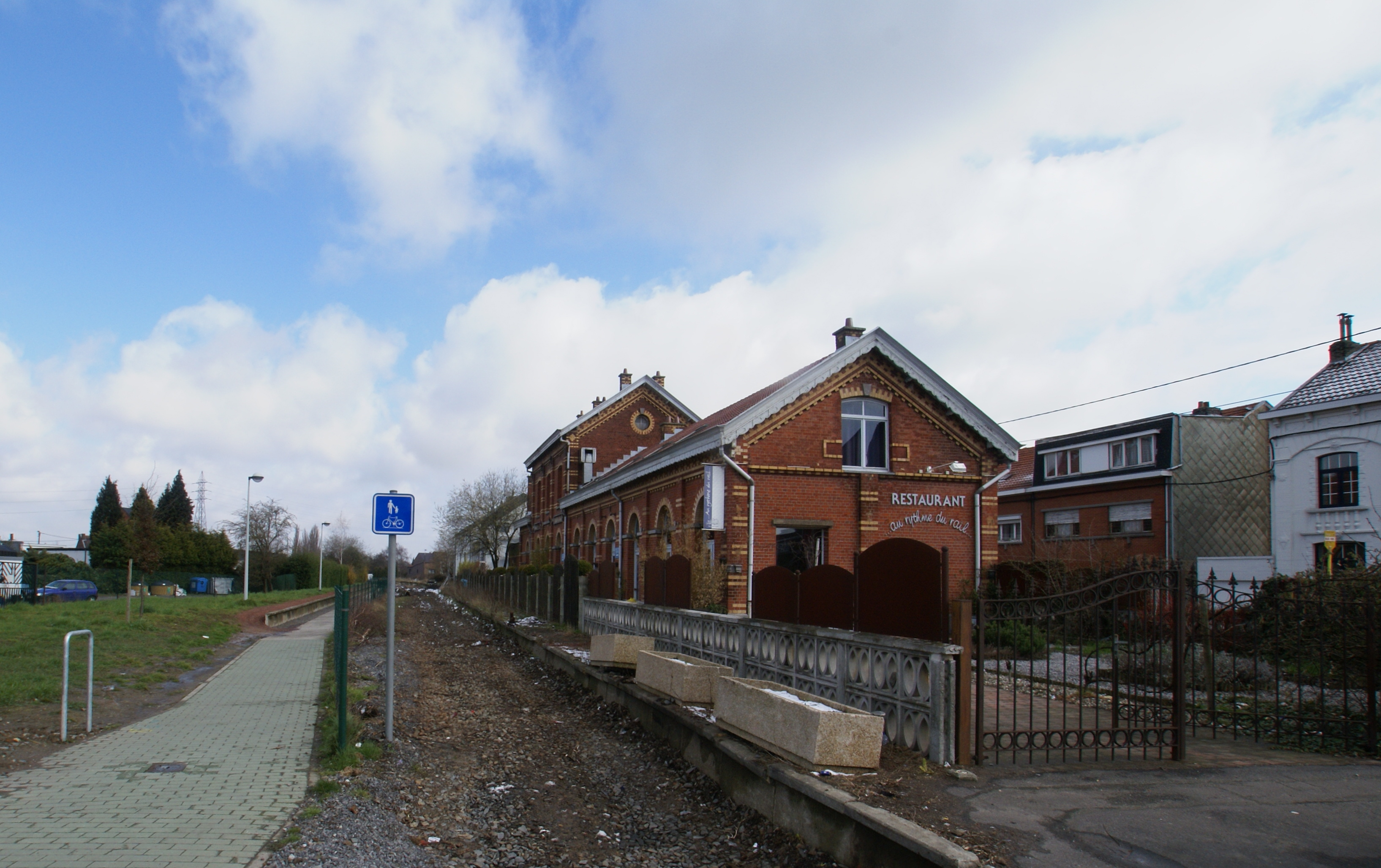
Le bâtiment de la gare de Rocourt en 2008.

#### Bus
Rocourt est desservie par plusieurs lignes TEC :
- 56 : Rocourt - Montegnée - St-Gilles - Tilleur - Jemeppe-sur-Meuse
- 70 : Liège - Rocourt - Liers - Slins
- 70 : Liège - Rocourt
- 73 : Liège - Rocourt - Liers - Slins - Glons
- 74 : Liège - Rocourt - Tongres (gestion De Lijn)
- 174 : Liège - Rocourt - Wihogne
- 87 : Ans - Rocourt - Liers

#### Trains
Rocourt était autrefois traversée par la ligne 31, de Liers à Ans, sur laquelle la localité avait deux arrêts : la gare principale de Rocourt, bâtiment en dur ouvert le 25 juin 1864 et situé au sud-ouest de la ligne rue Lohest, et la halte de "Rocourt (Clinique)", ouverte le 30 septembre 1973 et située au nord-est de la ligne, créée pour desservir la clinique Saint-Vincent située en bordure de la ligne. Les deux gares sont fermées lorsque le service voyageur sur la ligne 31 est supprimé le 3 juin 1984. Le tronçon entre Liers et Rocourt est utilisé jusqu'en 2005 pour desservir l'arsenal militaire de Rocourt. S'ensuit le déferrage complet de la ligne pour créer la section L31 du Réseau RAVeL,,.

#### Trams
Rocourt était desservie par la ligne SNCV 467A, de Liège à Tongres, et disposait d'un dépôt de trams. La ligne empruntant la chaussée de Tongres, elle traversait le passage à niveau de la gare ferroviaire.

## Ancien emetteur de radio
A 50°39'42"N 5°34'0"E, se trouvait un émetteur à ondes moyennes de la RTBF, qui fonctionnait sur 1233 kHz avec une puissance de 5 kW.

## Sports et vie associative

### Sports

#### RFC Liège
Rocourt est également connue pour  abriter depuis 1921 le RFC Liège, plus ancien club de football de Wallonie et  porteur du matricule 4 du football belge. Ce cercle a évolué au stade Vélodrome de la chaussée de Tongres. Cet endroit fut pendant longtemps l'une des plus vastes enceintes sportives de plein air en Belgique. Le RFC Liège y remporta notamment deux titres successifs de Champion de Belgique de Division 1 de football, en 1952 et 1953. Ainsi qu'une coupe de Belgique en 1990.
En 1995, le célèbre Vélodrome fut rasé pour faire place à un méga-complexe de salles de cinéma du groupe Kinepolis. Après des années d'errance, un nouveau stade a été construit à Rocourt en 2015. Le RFC Liège a ainsi pu retrouver son berceau historique. Le club évolue aujourd'hui en Challenger Pro League, le deuxième échelon du football belge.

## Personnes célèbres

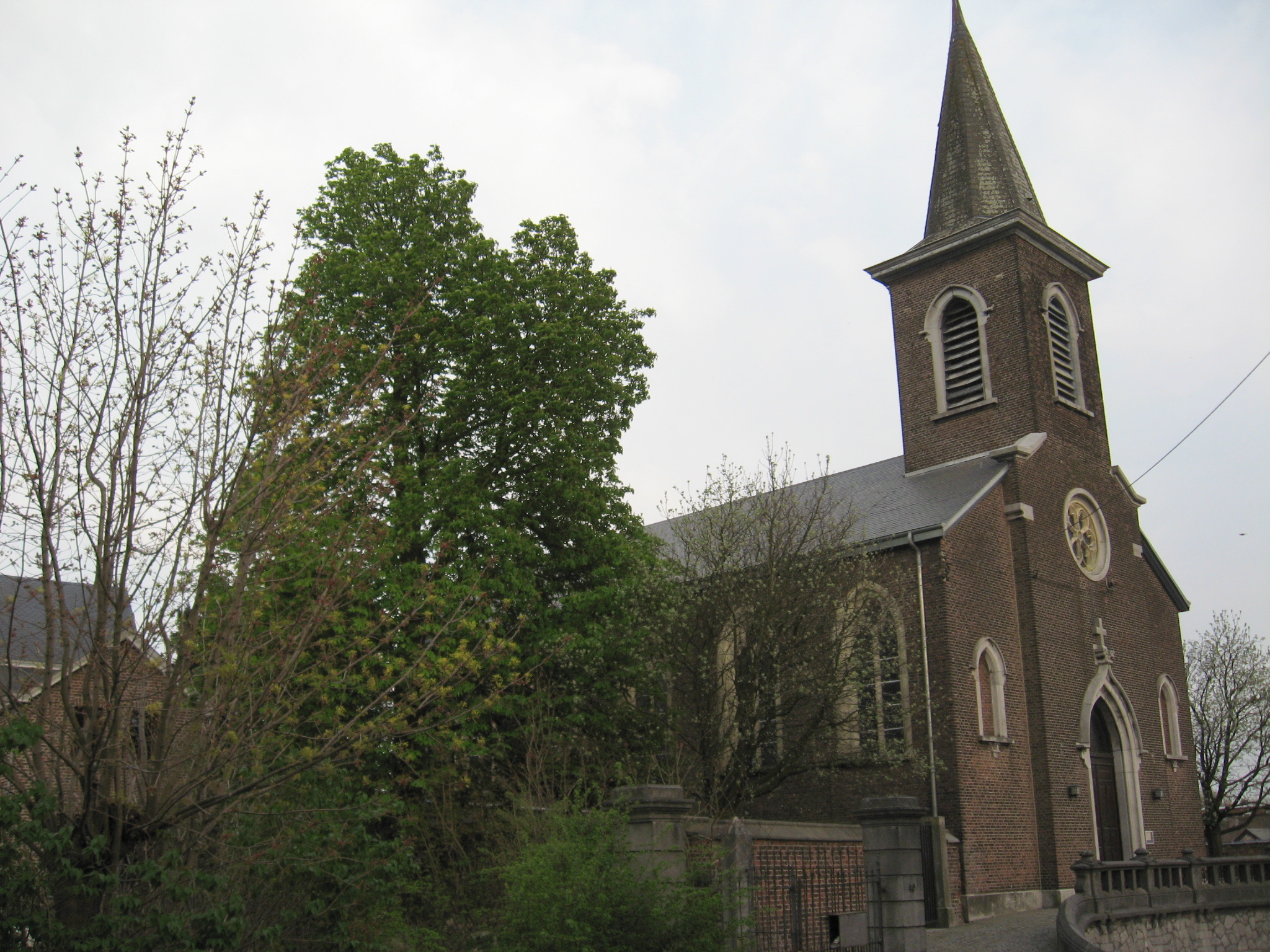
Église Saint-Léon.

La principale clinique pédiatrique de la région de Liège, la clinique Saint-Vincent, se trouvait à Rocourt, jusqu´à son intégration à l´hôpital Mont Légia début 2020. Ce qui explique le nombre important de personnalités (et de Liégeois en général) nées en cette localité.
- Julie Allemand (née en 1996), joueuse de basket-ball.
- Vincent Daenen (né en 1980), écrivain.
- Éric Deflandre (né en 1973), footballeur.
- Déborah François (née en 1987), actrice.
- Marie Gillain (née en 1975), actrice.
- David Goffin (né en 1990), tennisman.
- Gustave Halbart (1846-1913), artiste peintre.
- Manuel Hermia (né en 1967), saxophoniste, improvisateur et compositeur.
- Marion (née en 1933), humoriste.
- Robert Waseige (1939-2019), footballeur et entraîneur.